# Erik Pettersson
Erik Pettersson (Skövde, 4 april 1944) is een voormalig Zweeds wielrenner. Hij was een van de vier broers die voor Zweden de zilveren medaille wonnen op de 100 km per ploeg op de Olympische Spelen in 1968.

## Belangrijkste overwinningen
1967
- Wereldkampioen Ploegentijdrit (baan), Amateurs (met Tomas Pettersson, Sture Pettersson en Gösta Pettersson)
- 1e etappe Sex-Dagars
- 2e etappe Sex-Dagars

1968
- Wereldkampioen Ploegentijdrit (baan), Amateurs (met Tomas Pettersson, Sture Pettersson en Gösta Pettersson)
- Wereldkampioen 100 km Ploegentijdrit, Amateurs (met Tomas Pettersson, Sture Pettersson en Gösta Pettersson)

1969
- Wereldkampioen 100 km Ploegentijdrit, Amateurs (met Tomas Pettersson, Sture Pettersson en Gösta Pettersson)

## Resultaten in voornaamste wedstrijden
| Jaar | Ronde van Italië | Ronde van Frankrijk | Ronde van Spanje |
| ---- | ---------------- | ------------------- | ---------------- |
| 1970 |                  |                     |                  |
| 1971 | opgave           |                     |                  |

| Jaar | Milaan-San Remo |  | WK op de weg |
| ---- | --------------- |  | ------------ |
| 1970 | 24e             |  | 62e          |
| 1971 | 14e             |  | 28e          |